# Ave Maria ... Virgo serena
Ave Maria ... Virgo serena é um moteto composto por Josquin des Prez. É considerado o moteto mais famoso de Josquin e uma das peças mais famosas do século 15. A peça alcançou extrema popularidade no século 16, aparecendo até mesmo na cabeça do primeiro volume de motetos já impressos. Seu revolucionário estilo aberto, com contraponto imitativo inicial e partes de duas vozes, aumentou sua aclamação como uma das composições mais influentes de seu tempo.
A peça baseia-se na oração Ave Maria, em Latim.

## Composição

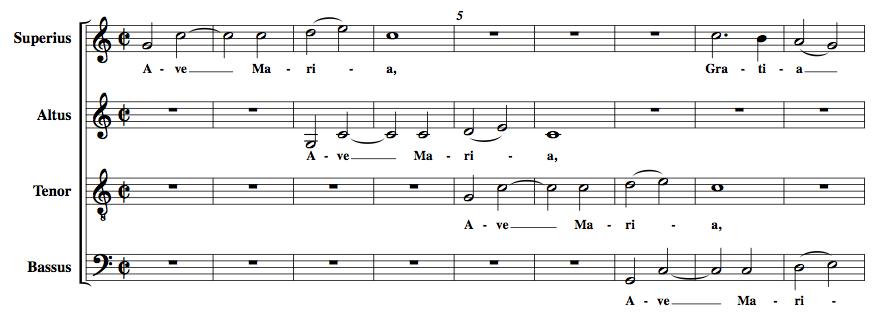
O primeiro fraseado mostra o lírico uso do contraponto.

A obra foi composta durante o serviço de Josquin na corte do norte da Itália em Milão. Inicialmente pensava-se que tinha sido copiado para o manuscrito Munique 3154 em 1476. O trabalho subsequente de Joshua Rifkin estabeleceu a data de publicação por volta de 1485. É a primeira obra datada de Josquin.